# تيزغران
تيزغران هي جماعة قروية في إقليم تيزنيت، بجهة سوس ماسة، في المغرب. وهي تضم .. نسمة، حسب الإحصاء العام للسكان والسكنى لسنة 2014.

## دواوير الجماعة
- دوار احركال
- دوار تفنكراكت
- دوار تدلي امزيلن
- دوار الما
- دوار تلوى
- دوار افسكارن
- دوار

## التعليم
قائمة المؤسسات التعليمية في تيزغران:
- مجموعة مدارس .. (المركزية: .. / الوحدات: ..)